# Erwin Kremers
Erwin Kremers (* 24. März 1949 in München Gladbach, heute Mönchengladbach) ist ein ehemaliger deutscher Fußballspieler.

## Karriere
Kremers spielte als Stürmer von 1967 bis 1979 261-mal in der Fußball-Bundesliga für Borussia Mönchengladbach, Kickers Offenbach und FC Schalke 04 und erzielte insgesamt 61 Tore. Sein größter Erfolg war der Gewinn des DFB-Pokals 1970 mit Kickers Offenbach und 1972 mit Schalke 04. Ständiger Weggefährte war sein Zwillingsbruder Helmut, der ihn auf allen seinen Stationen als Fußballspieler begleitete. Sie waren die ersten Zwillinge in der Bundesliga.
Im Jahre 1972 wurde er mit der deutschen Fußballnationalmannschaft in Belgien Fußball-Europameister. Insgesamt bestritt Kremers zwischen 1972 und 1974 15 Länderspiele und erzielte dabei drei Treffer. Zusammen spielten die Zwillingsbrüder dreimal für die Nationalelf: 1973 in Hannover gegen Österreich (4:0) und in Gelsenkirchen gegen Frankreich (2:1) sowie 1974 gegen Ungarn beim 5:0-Sieg in Dortmund.

## Nach der Karriere
Nach dem Karriereende zog sich Kremers vom Fußball zurück und wurde Geschäftsführer einer Kinderbekleidungsfirma in Gelsenkirchen. Inzwischen ist er Privatier und leitet den Schalker Golfkreis für soziale Zwecke. Für sein Engagement erhielt er im Dezember 2019 die Verdienstmedaille des Verdienstordens der Bundesrepublik Deutschland. Im Juni 2009 strebte er einen Posten im Aufsichtsrat von Schalke 04 an, erhielt aber zu wenig Stimmen.
Kremers lebt in Haan.

## Trivia
Seine Teilnahme an der Fußballweltmeisterschaft 1974, bei der Deutschland Weltmeister wurde, scheiterte an einem Platzverweis im letzten Ligaspiel vor der WM wegen einer spontanen Schiedsrichterbeleidigung. Kremers bezeichnete den Schiedsrichter in der 85. Spielminute nach einem klaren, aber nicht gegebenen Foulspiel als „blöde Sau“, was der Schiedsrichter Max Klauser zweimal absichtlich „überhörte“. Erst als Kremers „Noch einmal für Doofe: Sie sind eine blöde Sau!“ sagte, blieb dem Schiedsrichter keine andere Wahl, als ihn des Platzes zu verweisen. Auch der DFB sah sich nicht mehr in der Lage, ihn für die WM zu nominieren.
1973 erhielt Kremers in einer Leserwahl den Bronzenen Bravo Otto der Jugendzeitschrift BRAVO. Gemeinsam mit seinem Zwillingsbruder Helmut erreichte er 1974 als Die Kremers mit dem Titel Das Mädchen meiner Träume Platz 44 der deutschen Charts.
Kremers war mit seinem Tor zum 0:1 am 2. April 1976 der erste Torschütze in einem Spiel der 1. Bundesliga im Dortmunder Westfalenstadion, allerdings gegen den VfL Bochum, der wegen des Neubaus des Ruhrstadions dieses Spiel in Dortmund austrug.